# ElliptiGO

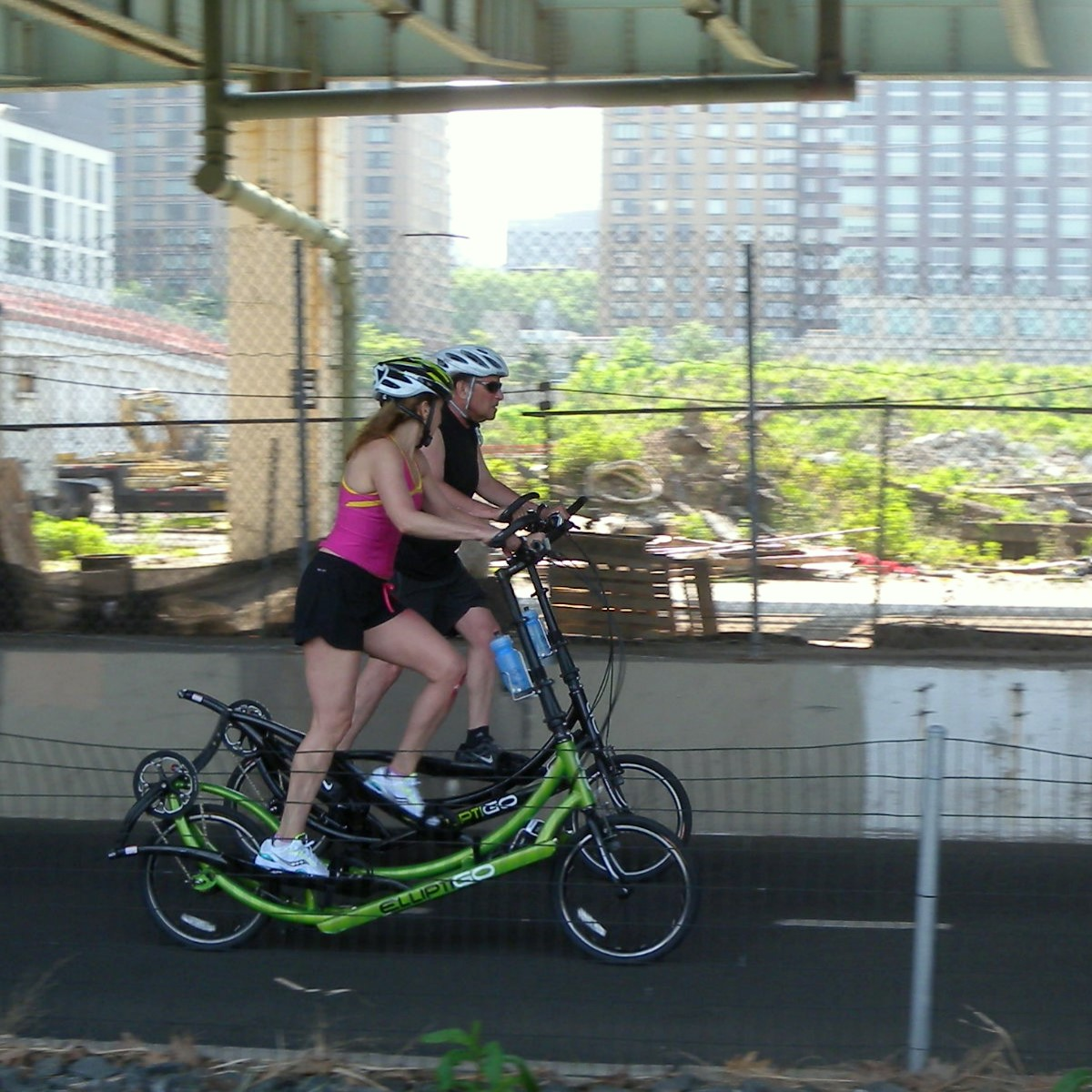
Usuarios de ElliptiGO montando una bicicleta de pedal sin asiento.

ElliptiGO es una elíptica de entrenamiento y bicicleta creada en el año 2010. Catorce atletas olímpicos entrenan en ellas y el cofundador compañía Bryan Pate planea usarla en el Pike's Peak Cycling Hill Climb  y la subida a la Colina del Monte Evans.